# Stefán Mihály
Stefán Mihály (Bódvaszilas, 1932. július 8. – Budapest, 2009. augusztus 6.) kohómérnök, a műszaki tudományok kandidátusa (1962) és doktora (1973), a Magyar Tudományos Akadémia levelező tagja (1976). A finomkohászati anyagtudomány meghatározó jelentőségű kutatója volt. 1964 és 1983 között a Csepel Vas- és Fémművek felsővezetéséhez tartozott.

## Életútja
Kohómérnöki oklevelét 1954-ben szerezte meg a miskolci Nehézipari Műszaki Egyetemen. Ezt követően a Csepel Vas- és Fémművek Trösztben helyezkedett el, ahol 1959–1962-ben aspiránsként dolgozott, majd 1962-től a nagyüzem egyik tagvállalata, a Csepeli Fémmű kutatási osztályvezetőjeként, 1964-től műszaki igazgatójaként, 1972-től 1975-ig igazgatójaként tevékenykedett. 1975-től 1983-ig a Csepel Vas- és Fémművek műszaki igazgatói posztját töltötte be. 1983-tól 1986-ig az Országos Műszaki Fejlesztési Bizottság főosztályvezetője volt, ezzel párhuzamosan – ugyancsak 1983-tól – a Budapesti Műszaki Egyetem címzetes egyetemi tanáraként oktatott. 1986 után az Ipari Technológiai Intézet munkáját irányította igazgatóként egészen 1990-es nyugdíjazásáig.

## Munkássága
Tudományos kutatásai a fémfizika, az anyagtudomány, illetve a finomkohászat egyes kérdéseire terjedtek ki, elsősorban a sajátos fizikai, kémiai és mechanikai tulajdonságokkal rendelkező anyagok makro- és mikroszerkezete foglalkoztatta. Az 1970-es években több gyártási technológiát szabadalmaztatott lágymágneses anyagok és nagy tisztaságú réz előállítására, emellett nevéhez fűződik az oxigénmentes, nagy elektromos vezetőképességű rézhuzalok ipari gyártásának elméleti megalapozása. Leírta a sokkristályos anyagokban mágnesség hatására fellépő anizotrópia jellemzőit – azaz az anyagra jellemző fizikai és mechanikai tulajdonságok térbeli változásait –, ami a textúra, szakítószilárdság, permeabilitás stb. meghatározása szempontjából jelentős. Számottevően hozzájárult az acélok szerkezetének és felhasználási tulajdonságainak befolyásolásához az általa kidolgozott, a szén és a karbidképző mikroötvözetek arányát megszabó technológiai paraméterekkel.

## Társasági tagságai és elismerései
Tudományos munkássága elismeréseként 1976-ban a Magyar Tudományos Akadémia levelező tagjává választották. 1979-ben a kohászatban elért eredményeiért és szabadalmaiért Eötvös Loránd-díjat kapott.

## Főbb művei
- Az anyagtudományszerepe és néhány eredménye a kohászatban. in: Műszaki Tudomány 1977
- Effect of added and impurity elements on rolling and recrystallization textures of Fe-Ni alloys. in: Metal Science XI. 1977. 537–542. (Arató Péterel)
- Grain growth textures of iron-nickell alloys. in: Textures of Materials 1978
- On the secondary recrystallization and magnetic properties of Fe-Ni alloys. in: Journal of Magnetism and Magnetic Materials XIX. 1980. 208–210. (Többekkel)
- On the anisotropic effects determining the magnetizing energy. in: Journal of Magnetism and Magnetic Materials XIX. 1980. 421–422. (Többekkel)
- Physical-metallurgical effects in the melting furnace and crucible of the dip-forming process. in: Wire Industry XLVII. 1980. 50–52.
- High-temperature magnetic aftereffect in iron-alloys containing oxygen. in: Acta Physica L. 1981. 85–96. (Többekkel)
- Gazdasági fejlődésünk és az anyagtudomány. in: Magyar Tudomány 1981
- Investigation of directional ordering in metallic glasses. in: Journal of Magnetism and Magnetic Materials XXVI. 1982. 124–126. (Többekkel)
- Az anyagtudomány szerepe és eredményei a fémkohászat fejlődésében. in: Magyar Alumínium XXI. 1984 (1977-ben elhangzott akadémiai székfoglalója)